# NGC 60
NGC 60 là một loại xoắn ốc thiên hà trong chòm sao Song Ngư.
NGC 60 được chú ý cho nó bất thường bị bóp méo xoắn ốc cánh tay đó thường là do hiệu ứng hấp dẫn của các thiên hà láng giềng, nhưng không có thiên hà xung quanh NGC 60 làm được điều này.

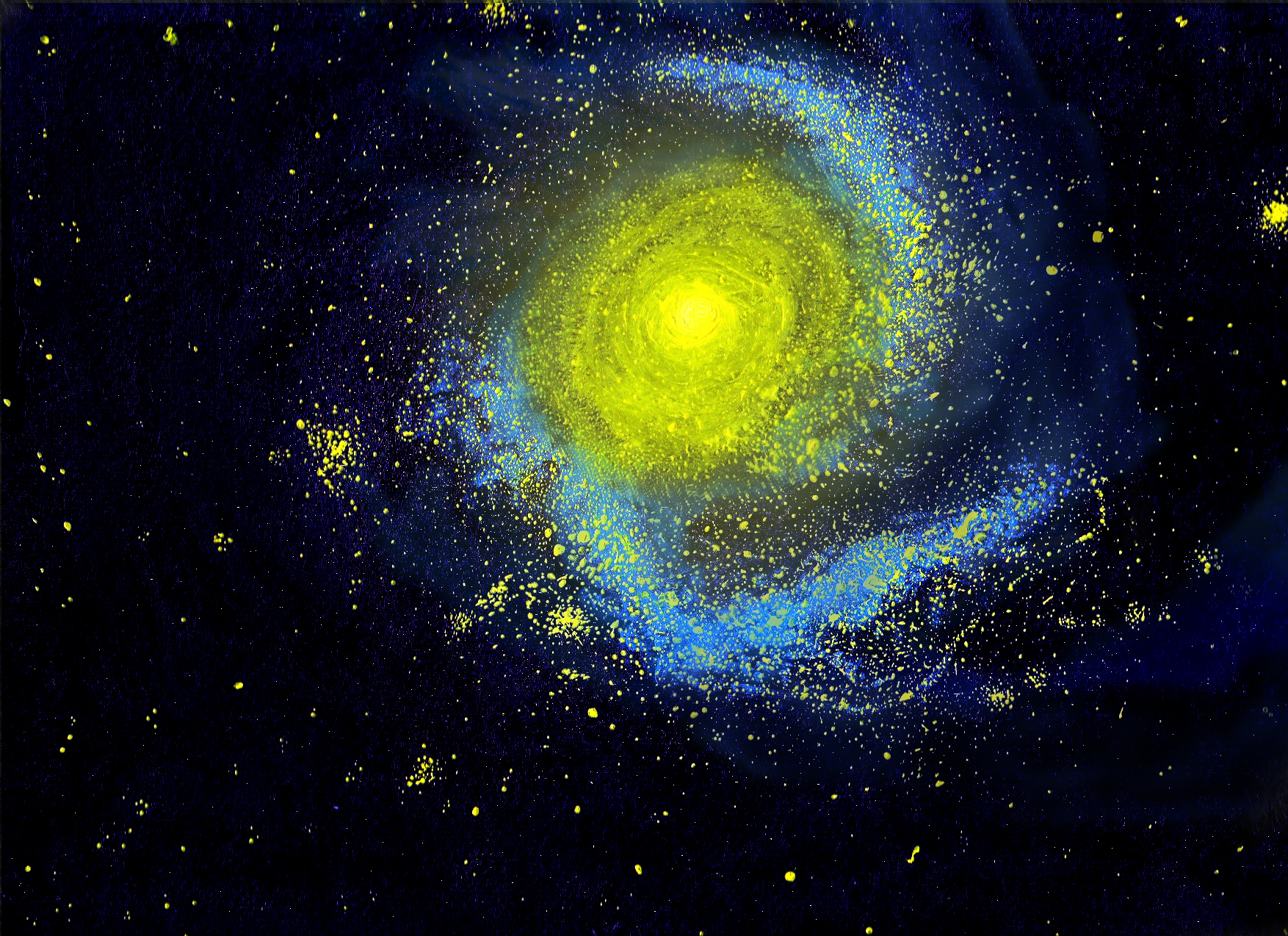
Một nghệ sĩ vẽ bức tranh của NGC 60